# Digitale regen

Animatie van digitale regen

Digitale regen of groene code is de computercode die de virtuele werkelijkheid van de matrix voorstelt in de film The Matrix en de twee vervolgfilms. Alle drie die films openen met deze iconische animatie van regenende, of vallende code. 
De animatie is een vorm van kinetische typografie en als symbolen werden Japanse Katakana-tekens, cijfers en tekens uit het 
Latijns alfabet gebruikt. De ontwerper, Simon Whitely, ontleende de Japanse tekens aan een kookboek van zijn echtgenote en zegt daarover zelf nog: "Ik mag graag aan iedereen vertellen dat de code van The Matrix bestaat uit Japanse sushirecepten." Whitely tekende het Katakana met de hand na en liet het daarna digitaliseren. Hij is ook de bedenker van het vallende of regenende effect.
Toch werd de animatie van vallende tekens niet voor het eerst in The Matrix gebruikt. De Hongaarse film Meteo uit 1990 heeft een codescène die er op lijkt. Ook de film Ghost in the Shell uit 1995, die van grote invloed was op de makers van The Matrix, begint met een animatie die op vallende tekst lijkt.
Het lettertype en de gebruikte tekens van deze animatie werden nooit openbaar gemaakt. Er bestaan diverse imitaties van, vaak gebruikt als screensaver.